# Spellemannprisen 2019
Der Spellemannpris 2019 war die 48. Ausgabe des norwegischen Musikpreises Spellemannprisen. Die Nominierungen berücksichtigten Veröffentlichungen des Musikjahres 2019. Die Verleihung der Preise fand vom 30. April bis zum 2. Mai 2020 statt. In der Kategorie „Årets Spellemann“ wurde Sigrid ausgezeichnet, den Ehrenpreis („Hedersprisen“) erhielt das Philharmonische Orchester Oslo.

## Verleihung
Am 12. März 2020 wurde die ursprünglich geplante Verleihung aufgrund der COVID-19-Pandemie und den daraus folgenden Maßnahmen, die Versammlungen einschränkten, abgesagt. Es war zuvor geplant gewesen, die Veranstaltung am 28. März 2020 in Oslo abzuhalten. Die Entscheidung kam, nachdem in Oslo Veranstaltungen mit über 50 Personen verboten worden waren. Die Gewinner der einzelnen Kategorien wurden schließlich ab 30. April 2020 teilweise in Radio- und Fernsehsendungen verkündet. Am 1. Mai 2020 moderierte Tarjei Strøm und Christine Dancke die online ausgestrahlte Sendung Alltid sammen, in der weitere Gewinner verkündet wurden. Am 2. Mai 2020 wurde schließlich bei NRK1 eine Sendung mit den Höhepunkten gesendet. Dort wurde zudem der Gewinn der Kategorie „Lied des Jahres“ verkündet.

## Gewinner
| Kategorie                                                                   | Gewinner                                                                 | Werk                                       |
| --------------------------------------------------------------------------- | ------------------------------------------------------------------------ | ------------------------------------------ |
| Barnemusikk (Kindermusik)                                                   | Maria Solheim, Silje Sirnes Winje                                        | Bråkebøttebaluba                           |
| Blues                                                                       | Ledfoot                                                                  | White Crow                                 |
| Country                                                                     | Jørund Vålandsmyr & Menigheten                                           | Til dere som er lykkelige                  |
| Elektronika                                                                 | André Bratten                                                            | Pax Americana                              |
| Folkemusikk/Tradisjonsmusikk (Volksmusik/Traditionsmusik)                   | Morgonrode                                                               | Morgonrode                                 |
| Hederspris (Ehrenpreis)                                                     | Philharmonisches Orchester Oslo                                          | –                                          |
| Indie/Alternativ                                                            | Konradsen                                                                | Saints and Sebastian Stories               |
| Jazz                                                                        | Mats Eilertsen Trio                                                      | And Then Comes The Night                   |
| Klassisk (Klassisch)                                                        | Philharmonisches Orchester Oslo                                          | Mahler Symphony No. 3                      |
| Metal                                                                       | Gaahls WYRD                                                              | GastiR – Ghosts invited                    |
| Popartist (Popkünstler)                                                     | Sigrid                                                                   | Sucker Punch                               |
| Popgruppe                                                                   | SeeB                                                                     | Seeb 2019                                  |
| Rock                                                                        | brenn.                                                                   | Elsker                                     |
| Samtid (Gegenwart)                                                          | Øyvind Torvund/BIT 20 Ensemble, Trond Matsen Kjetil Møster, Jørgen Træen | The Exotica Album                          |
| TONOs komponistpris (TONOs Komponistenpreis)                                | Helge Iberg                                                              | Helge Iberg: Songs from the Planet of Life |
| Urban                                                                       | Isah                                                                     | Sukkerspinn & Hodepine                     |
| Viser (Weisen)                                                              | Frida Ånnevik                                                            | Andre sanger                               |
| Åpen Klasse (Offene Klasse)                                                 | Erlend Apneseth Trio & Frode Haltli                                      | Salika, Molika                             |
| Årets album (Album des Jahres)                                              | Karpe                                                                    | SAS PLUS / SAS PUSSY                       |
| Årets Gjennombrudd og Gramostipend (Durchbruch des Jahres und Gramostipend) | Isah                                                                     | –                                          |
| Årets Internasjonale Suksess (Internationaler Erfolg des Jahres)            | Lise Davidsen                                                            | –                                          |
| Årets Låt (Lied des Jahres)                                                 | Ruben                                                                    | Lay By Me                                  |
| Årets Låtskriver (Songwriter des Jahres)                                    | Lars Reiersen                                                            | Larsiveli 2019                             |
| Årets Musikkvideo (Musikvideo des Jahres)                                   | Anna of the North                                                        | Leaning On Myself                          |
| Årets Produsent (Produzent des Jahres)                                      | Martin Sjølie                                                            | –                                          |
| Årets Spellemann (Spellemann des Jahres)                                    | Sigrid                                                                   | –                                          |
| Årets Tekstforfatter (Textautor des Jahres)                                 | Signe Marie Rustad                                                       | When Words Flew Freely                     |

## Nominierte
Die Nominierungen wurden am 7. Februar 2020 bekannt gegeben. Die meisten Nominierungen erhielt die Sängerin Sigrid, die in den Kategorien Popkünstler des Jahres, Lied des Jahres, Album des Jahres und Songwriterin des Jahres nominiert wurde. Ebenfalls mehrfach nominiert wurden anderem Karpe, Lars Vaular, Frida Ånnevik und Isah.
Barnemusikk
- Even Jenssen: Over byen
- Maria Solheim, Silje Sirnes Winje: Bråkebøttebaluba
- Mr. E & Me: New Orchestral Hits 4 Kids
- Så Rart!: På havets bunn

Blues
- Busk, Eriksen, Sjøstrøm: Hustle & Flow
- Håkon Høye: Nights at the Surf Motel
- Ledfoot: White Crow
- Viktor Wilhelmsen: Knip igjen øyan

Country
- Jonas Fjeld & Judy Collins: Winter Stories
- Jørund Vålandsmyr & Menigheten: Til dere som er lykkelige
- Signe Marie Rustad: When Words Flew Freely
- Unnveig Aas: Young Heart

Elektronika
- André Bratten: Pax Americana
- Carmen Villain: Both Lines Will Be Blue
- Chmmr: Try New Things
- Prins Thomas: Ambitions

Folkemusikk/tradisjonsmusikk
- Hans Fredrik Jacobsen: Øre
- Helga Myhr: Natten veller seg ut
- Moenje: Klarvær
- Morgonrode: Morgonrode

Indie/alternativ
- Kongle: Skogen
- Konradsen: Saints and Sebastian Stories
- Pom Poko: Birthday
- Tuvaband: I Entered the Void

Jazz
- Elephant9: Psychedelic Backfire I
- Gard Nilssen’s Acoustic Unity: To Whom Who Buys a Record
- Maria Kannegaard: Nådeslås
- Mats Eilertsen Trio: And Then Comes the Night

Klassisk
- Eldbjørg Hemsing: Tan Dun: Fire Ritual
- Lise Davidsen: Richard Strauss: Four Last Songs / Wagner: Arias from Tannhäuser
- Philharmonisches Orchester Oslo: Mahler Symphony No. 3
- Vilde Frang: Paganini & Schubert: Works for violin & piano

Metal
- Gaahls WYRD: GastiR – Ghosts invited
- Kampfar: Ofidians Manifest
- SÂVER: They Came With Sunlight
- Sibiir: Rope

Popartist
- Bendik: Det går bra.
- Gabrielle: Snart, Gabby
- Ruben: Melancholic
- Sigrid: Sucker Punch

Popgruppe
- Fieh: Cold Water Burning Skin
- Highasakite: Uranium Heart
- No.4: Duell
- SeeB: Seeb 2019

Rock
- Backstreet Girls: Normal is Dangerous
- brenn.: Elsker
- Erlend Ropstad: Brenn siste brevet
- Spielbergs: This Is Not The End

Samtid
- Cikada: Hagen: Harmonium Repertoire
- Hvoslef Chamber Music Project: Hvoslef Chamber Works No. VI
- Peter Herresthal, Philharmonisches Orchester Oslo, Clément Mao-Takacs: Kaija Saariaho: Graal théâtre – Circle Map – Neiges – Vers toi qui es si loin
- Øyvind Torvund/ BIT20 Ensemble, Trond Madsen, Kjetil Møster, Jørgen Træen: The Exotica Album

TONOs komponistpris
- Eirik Hegdal: Musical Balloon
- Helge Iberg: Helge Iberg: Songs from the Planet of Life
- Maja S. K. Ratkje: Sult
- Cecilie Ore: Come to the Edge! Vocal music by Cecilie Ore

Urban
- Dutty Dior: Para / Normal
- Isah: Sukkerspinn & Hodepine
- Karpe: SAS Plus / SAS Pussy
- Lil Halima: Lil Halima 2019

Viser
- Asbjørn Ribe: Blått & grønt & gult
- Benny Borg: En dag på jorden
- Frida Ånnevik: Andre sanger
- Hekla Stålstrenga: Elske og ære

Åpen klasse
- Deathprod: Occulting Disk
- Erlend Apneseth Trio & Frode Haltli: Salika, Molika
- Ståle Storløkken: The Haze of Sleeplessness
- Susanna & the Brotherhood of Our Lady: Garden of Earthly Delights

Årets album
- Arif: Arif i Waanderland
- Gabrielle: Snart, Gabby
- Karpe: SAS PLUS / SAS PUSSY
- Sigrid: Sucker Punch

Årets gjennombrudd og Gramostipend
- Dutty Dior
- Isah
- Pom Poko (Band)
- Bokassa
- brenn.
- Girl in Red

Årets internasjonale suksess
- Lise Davidsen
- Boy Pablo
- Cashmere Cat
- Caroline Ailin
- Aurora

Årets låt
- Arif: Hvem er hun
- Isah & Dutty Dior: Hallo
- KEiiNO: Spirit in the Sky
- Kygo feat. Store P, Lars Vaular: Kem kan eg ringe
- Nicolay Ramm: Raske Briller
- Rat City feat. Isak Heim: Kind of Love
- Ruben: Lay by Me
- Sigrid: Don't Feel Like Crying

Årets låtskriver
- Gabrielle Susanne Leithaug: Snart, Gabby
- Magdi Omar Ytreeide Abdelmaguid, Chirag Rashmikant Patel (Karpe): SAS Plus / SAS Pussy
- Lars Reiersen: Larsiveli 2019
- Sigrid Solbakk Raabe: Sucker Punch

Årets musikkvideo
- Anna of the North: Leaning on Myself  (Regie: Noah Lee)
- Bigbang: Bells (Regie: Lasse Gretland)
- Boy Pablo: Feeling Lonely (Regie: Julian Vargas, Bjarne Anmarkrud, Harry Hambley)
- Lars Vaular: Kroppsspråk (Regie: onzonz)

Årets produsent
- Aksel Carlson
- Cashmere Cat
- Martin Sjølie
- Morten Gillebo

Årets tekstforfatter
- Arif Salum: Arif i Waanderland
- Emilie Christensen: Duell
- Frida Ånnevik: Andre sanger
- Signe Marie Rustad: When Words Flew Freely